# Тимбаль

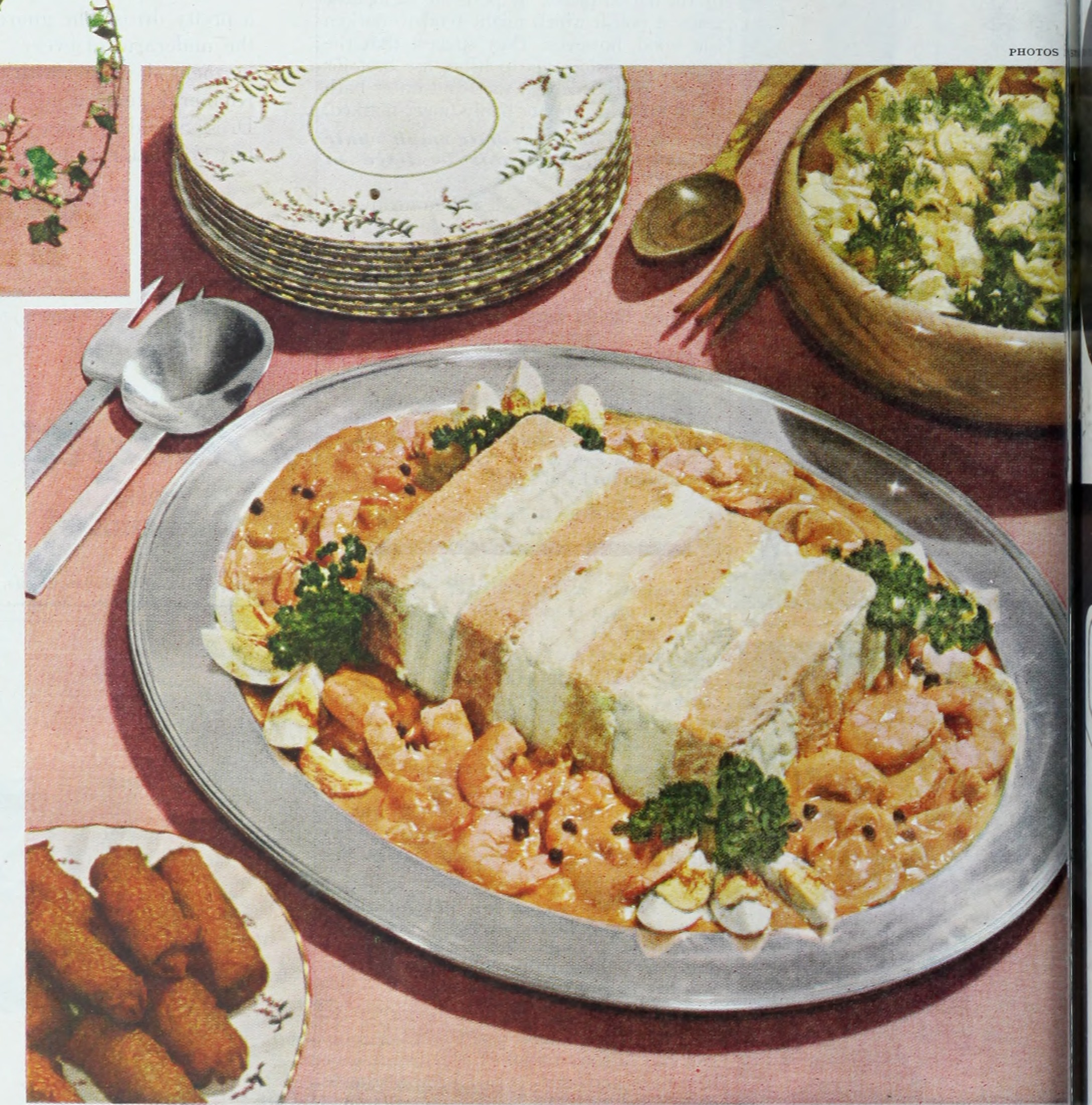
Тимбаль с лососем и камбалой

Тимба́ль (фр. Timbale, также тимбалы или тимбали) — во французской кухне означает высокую круглую металлическую форму для суфле, а также кулинарное изделие, приготовленное в этой форме. Небольшие по размеру тимбале готовятся из запеченных овощей, кусочков мяса или рыбы. Более крупные напоминают по размеру запеканки и готовятся с использованием макарон.

## История

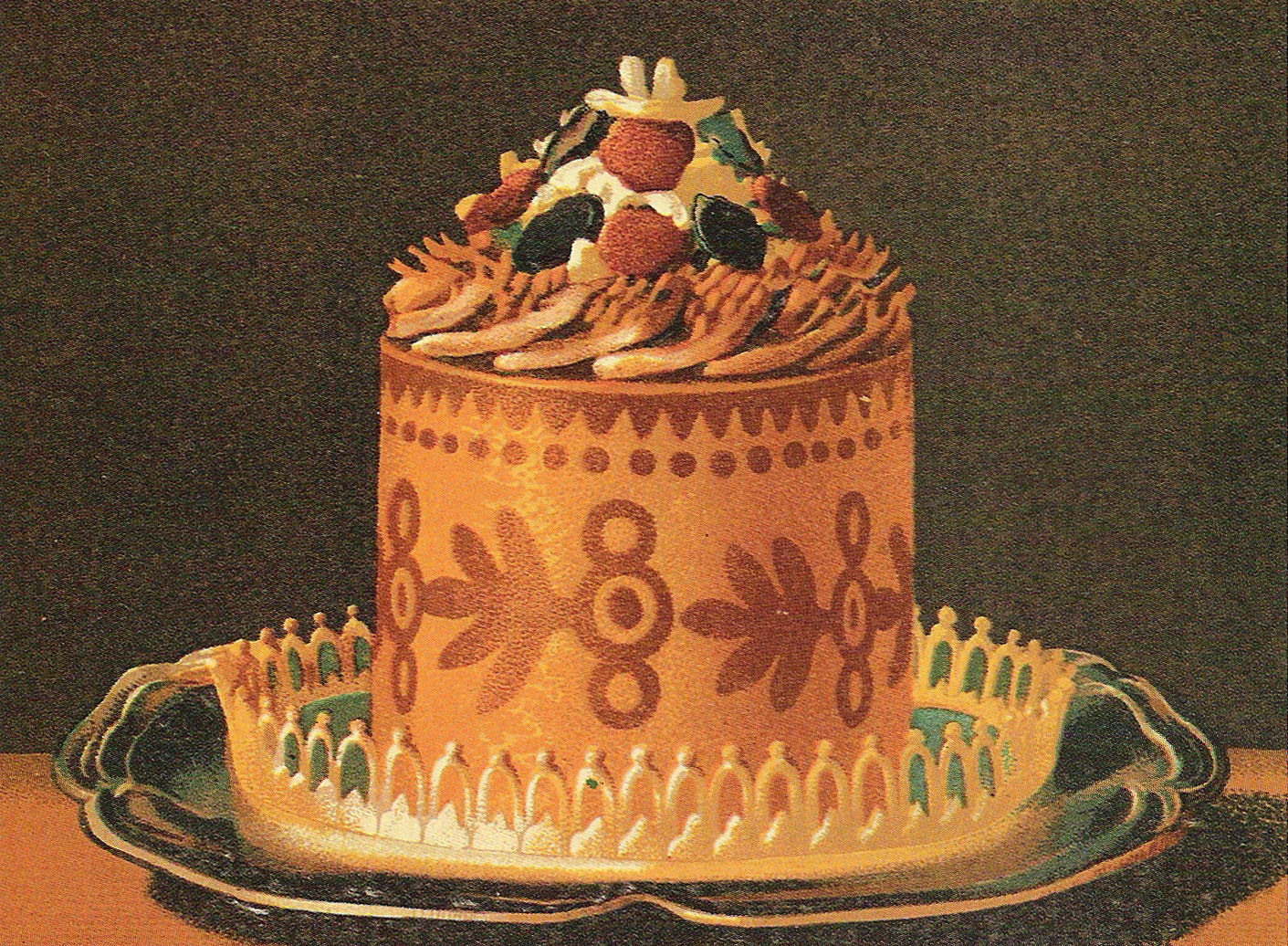
Тимбале по-милански. Иллюстрации к «Кухонной книге» Жюля Гуффе (1867 г.)

«В западноевропейской кухне XVIII—XIX вв., где украшательство, заимствованное от французской придворной кухни, считалось хорошим тоном, изготовление тимбалов и создание из них, как из строительных блоков, целых кулинарных дворцов и памятников имело большое значение. Умение выпекать тимбалы требовалось как от повара, так и от кондитера, поскольку большинство блюд предполагало их использование».

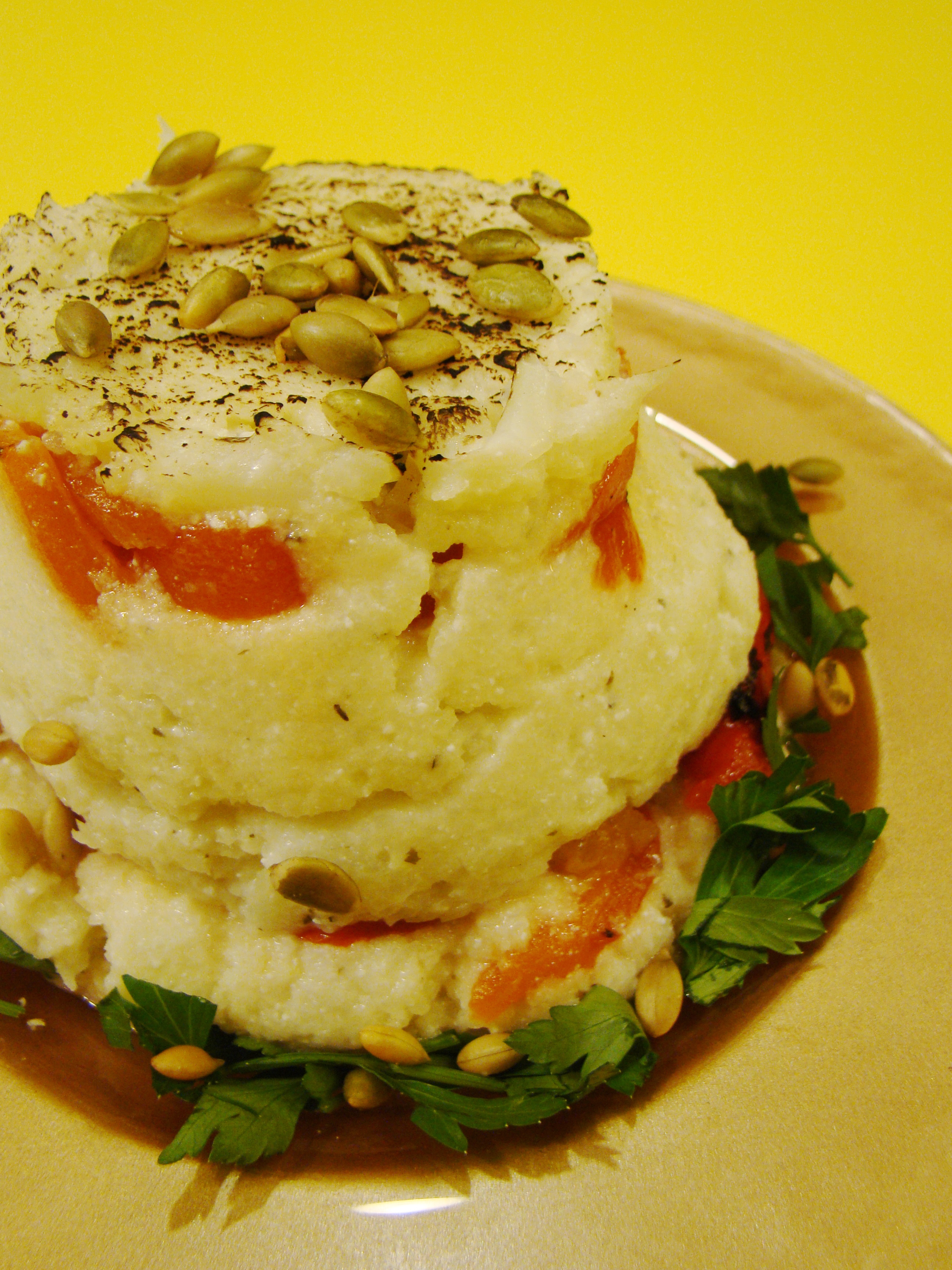
Веганский рецепт тимбале из цветной капусты и жареного перца

## Приготовление
Главная отличительная черта этого блюда — форма. В переводе с французского языка timbale означает литавры. Перед подачей блюдо вынимают из формы.
Если используются макаронные изделия, вермишель или длинные макароны, они выкладываются в круглую форму для запекания по спирали, покрывая все дно. Таким же образом выкладываются бортики формы. Далее форма заполняется начинкой (грибы, помидоры, фарш и т. д.) и сверху покрывается ещё одним слоем макарон, также выложенных по спирали. После чего блюдо запекается в духовом шкафу .
Форма также может выкладываться овощами, например, баклажанами.